# Actinopus crassipes
Espèce
Synonymes
- Pachyloscelis crassipes Keyserling, 1891
- Pachyloscelis luteipes Keyserling, 1891
- Actinopus ceciliae Mello-Leitão, 1931
- Actinopus niger Bücherl, Timotheo & Lucas, 1971

Actinopus crassipes est une espèce d'araignées mygalomorphes de la famille des Actinopodidae.

## Distribution
Cette espèce se rencontre au Brésil, au Paraguay et en Argentine.

## Description
La femelle holotype mesure 19,6 mm.
Le mâle décrit par Miglio, Pérez-Miles et Bonaldo en 2020 mesure 7,79 mm.
La femelle décrite par Sherwood, Ríos-Tamayo, Pett et Hinchcliffe en 2023 mesure 18,8 mm.

## Systématique et taxinomie
Cette espèce a été décrite sous le protonyme Pachyloscelis crassipes par Keyserling en 1891. Elle est placée dans le genre Actinopus par F. O. Pickard-Cambridge en 1896.
Pachyloscelis luteipes a été placée en synonymie par F. O. Pickard-Cambridge en 1896.
Actinopus ceciliae a été placée en synonymie par Silva-Moreira, Baptista, Kury, Giupponi, Buckup et Brescovit en 2010.

## Publication originale
- Keyserling, 1891 : Die Spinnen Amerikas. Brasilianische Spinnen. Nürnberg, vol. 3, p. 1-278 (texte intégral).